# 安托萬·德·米特里
安托萬·德·米特里（法語：Antoine de Mitry；1857年9月20日—1924年8月18日），是一位法國陸軍將領，在第一次世界大戰後期西線戰場擔任要職，負責指揮第九軍團及第七軍團。